# Vera Cruz Futebol Clube (Angra dos Reis)
Vera Cruz Futebol Clube é uma agremiação esportiva da cidade de Angra dos Reis, estado do Rio de Janeiro, fundada a 14 de abril de 1932. Atualmente é apenas um clube social.

## História
Após participar durante anos do campeonato da liga amadora local, o Vera Cruz só veio a se profissionalizar, em 1996, para a disputa da Quarta Divisão de Profissionais, chamada à época de Segunda Divisão, visto que a Primeira era intitulada Módulo Extra, a Segunda, Módulo Especial, e a Terceira, Intermediária.
No primeiro turno perdeu a final para a Associação Esportiva XV de Novembro, mas venceu o segundo. Com a desistência da equipe de Araruama em disputar as finais, o Vera Cruz se sagrou campeão da Quarta Divisão de 1996.
Após essa curta experiência como time profissional, pediu licença à FFERJ das competições profissionais. Hoje o seu departamento de futebol se encontra desativado.
Possui apenas uma sede social que dá lugar a shows de grupos de pagode, bailes funks e outros tipos de eventos. O clube da cores vermelho e branco é presidido por Cosme da Cunha Miguel, vulgo Caju.

## Títulos
| Estaduais | Estaduais                       | Estaduais | Estaduais  |
|           | Competição                      | Títulos   | Temporadas |
| --------- | ------------------------------- | --------- | ---------- |
|           | Campeonato Carioca - 4ª divisão | 1         | 1996       |

## Estatísticas

### Participações
|  | Participações em 2018 |

| Competição         | Temporadas | Melhor campanha | Estreia | Última | P | R |
| Série C do Carioca | 1          | Campeão (1996)  | 1996    | 1996   | – |   |